# ウール

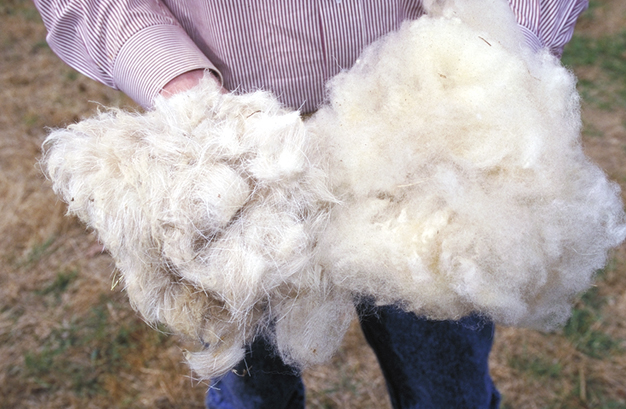
刈り取られたウール

ウール (wool) は、羊の毛（＝羊毛、ようもう）を原料とする動物繊維。
代表的な動物繊維であり、広義には毛糸（ヤギの毛を原料とするモヘヤやカシミヤ、ウサギの毛を原料とするアンゴラ、アルパカなどの毛糸を含む）やそれを用いた毛織物全般をウールと呼ぶこともある。本項目では羊毛を原料とする動物繊維（狭義のウール）について述べる。
ウールは動物繊維のなかで最も多く使用されている。日本で消費されるウールのほぼ100％が海外からの輸入である。

## 歴史
羊はかなり昔から飼育されていた。人類最古の集住遺跡と言われているトルクメニスタンのアナウ遺跡からも、飼育されていたと思われる羊の骨などが発見されている。聖書にもベツレヘムの羊飼いが登場することから、昔から飼育されていたことがうかがえる。
古代ローマの皇帝ヴェスパシアヌスは有料の公衆便所を設置したことで知られるが、これは羊毛から油分を分離するのに人間の尿が使われていたためである。
オーストラリア、ニュージーランド、中華人民共和国でよく飼われている。以前はニュージーランドでは国民一人あたり20頭の羊がいたが、近年は減少傾向である。
羊からの毛の刈り取りは重労働であるため、オーストラリアなどでは敬遠されがちである。羊毛刈り用ロボットの開発も進められている。

## 羊の種類

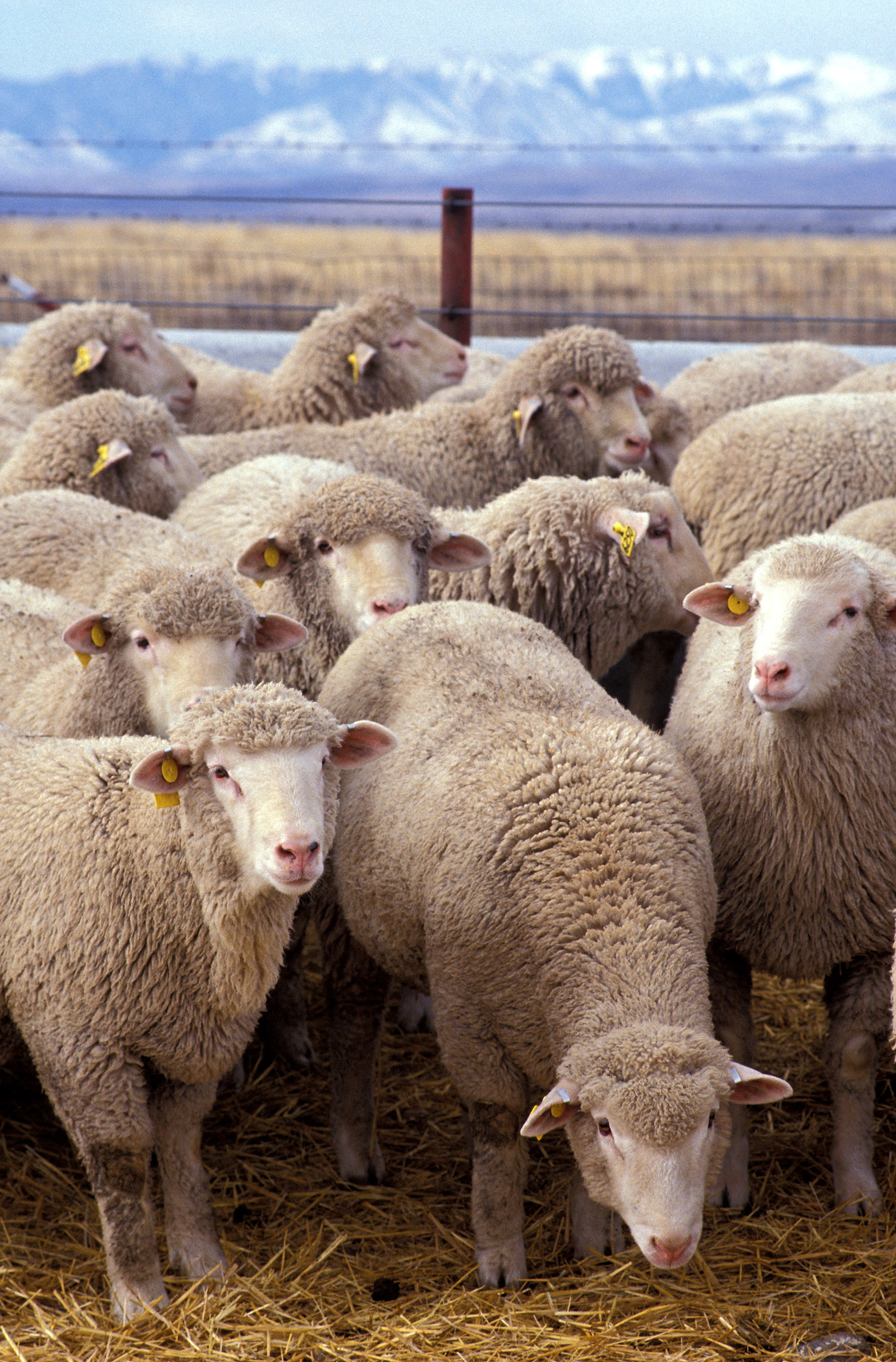
羊

メリノ種が代表的である。

## 成分
主成分はタンパク質の一種であるケラチンである。ケラチンは硫黄原子を含むα-アミノ酸であるシステインを含むため、燃やすと特有の刺激臭がする。

## 毛糸としての用途

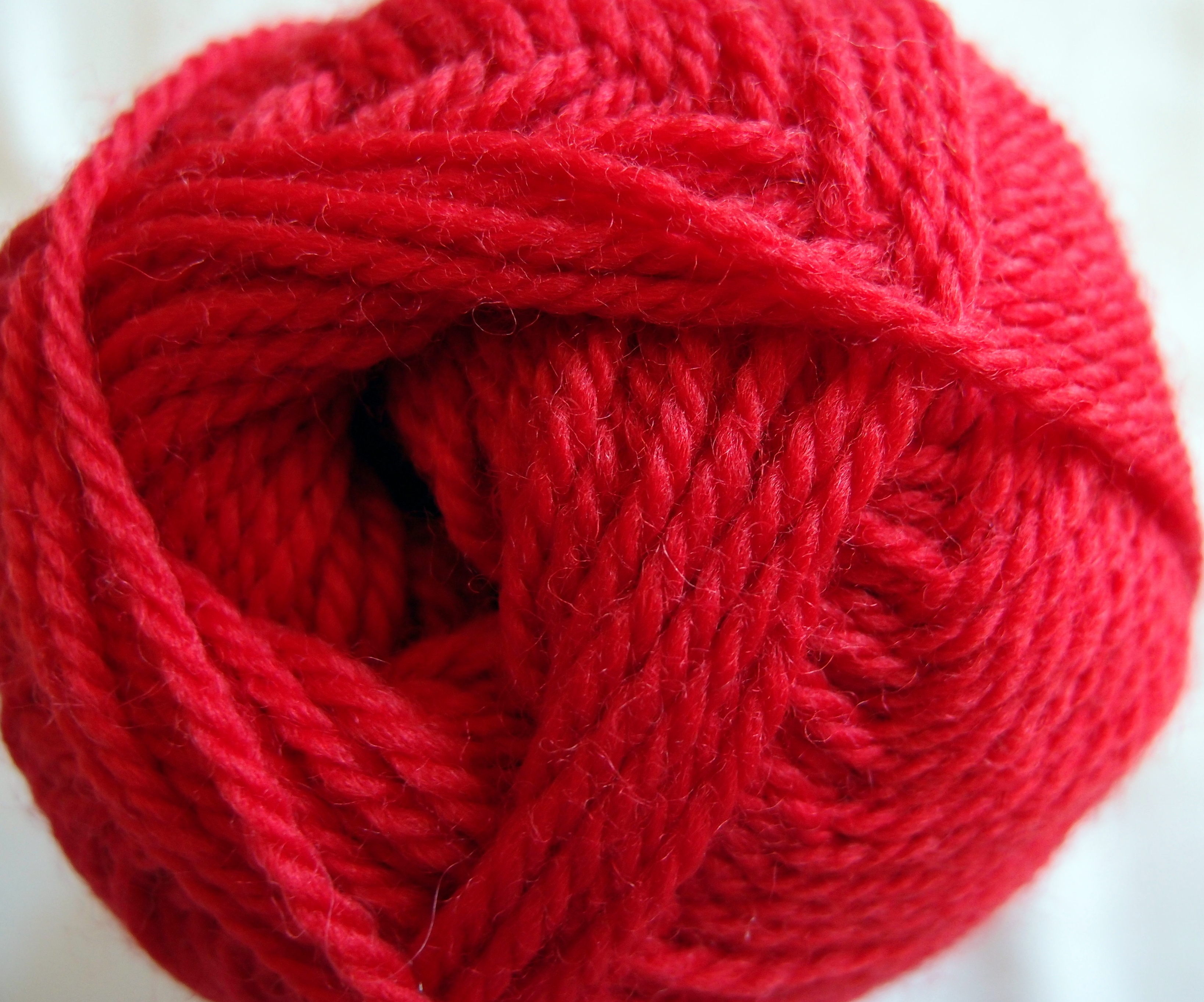
毛糸

## 利点
- 肌触りが柔らかい。
- 油分を含み、撥水性があって、濡れても保温性がある。また汚れが付着してもブラッシング等で除去しやすい。このため野外での着用に適する。
- 多くの空気を含むため断熱性が高く、通気性がありながら防寒性と保温性が高い。このため冬服や寝具（毛布）に適する。
- しわになりにくい。
- 移った臭いを放散しやすいので、風にさらすことなどで脱臭できる。
- 他の繊維よりは燃えにくい。火にさらされると焦げるが、燃え上がらない。

## 欠点
- 洗うと縮む。クリーニングによってウールの油分が奪われることもある。
- 擦れたり、当て布を使わずにアイロンをかけると光ったりする。
- 虫やカビの害を受けやすい。
- 通気性が高い反面、防風性が低い。
- 磨耗に弱い。
- 人によっては触るとちくちく感じる。
- アルカリに弱い。
- 日光で黄変する。

## 動物愛護の問題点
ウールの生産過程で実施されるミュールシングが、動物愛護の観点から物議をかもしている。
ミュールシングとは寄生性のハエを予防するために、羊のお尻周りからウールを含む皮膚を切り取ることで、麻酔なしで実施されることもある。Australian Wool Innovationの市場情報レポートによると、オーストラリアの46％のウールが麻酔なしでミュールシングされたものであると推定される。
非難の声の高まりからニュージーランドの羊毛産業は2007年からミュールシングの段階的廃止を進めてきたが、2018年10月からニュージーランド政府は法の下にこれを正式に廃止した。一方ニュージーランドと同様に羊毛生産大国であるオーストラリアではミュールシングは合法のままである。オーストラリアの羊毛産業は2010年までにミュールシングを廃止すると約束していたが、2009年にその約束を放棄している。

## ファイングレードウール
ウールを使用した寝具などのインテリア製品が高い品質基準をクリアしたことを示す品質保証マークである。国内において最も高い基準を用いており、最高品質を保証する商品にのみ使用される。国内外の原料商社や製造工場、公的試験機関からなるファイングレードウールクラブが品質の管理を行う。
ファイングレードウールクラブは、英国チャールズ皇太子（プリンス・オブ・ウェールズ）の提唱で2010年英国においてスタートした「キャンペーン・フォー・ウール」と共に羊毛の普及活動を行っている。
ファイングレードウールのラベルおよび下げ札は、ファイングレードウールクラブが定める厳しい品質基準を合格した製品にのみ付けることが許される。マークをつけるための品質基準は以下のようなものである。
- 羊の新毛を使った製品であること（再生ウールや反毛には使用が許されない）
- 清浄度や油脂分等、ファイングレードウールクラブが定めた基準をクリアしていること
- ファイングレードウールクラブに所属するメーカーの製品であること（ライセンス取得のための審査をクリアしないと、ライセンスは受けられない）

### 特徴
- いやな臭いやほこりを大幅に改善
- ヘたりにくい厳選された原料
- 丁寧な加工で不純物(V/M)が少ない

### 取り組み
- 原料のトレーサビリティ：海外の洗毛工場までさかのぼって原料ロット管理が可能
- 圧縮弾性基準の設置：わたの良さをとことん突き詰め、本物高級路線への差別化を徹底
- 原料商社、さらには公的試験機関も参加してのクラブ活動による情報の共有、さらなる羊毛研究、加工方法に関する様々な技術的アドバイス、クラブによる定期的品質チェック、羊毛を知り尽した限定メンバーによる高品質訴求型プロジェクト
- 一般財団法人日本繊維製品品質技術センターでの厳しい検査

## ステッキマーク
ウール製品が高い品質基準をクリアしたことを示す品質保証マークである。英国羊毛公社がラベル等の管理を行っている。イギリスのブラッドフォードに本部を置き、日本にも支部を持つ。
日本国内での公社商標の使用は全て、英国羊毛公社の契約・認定を得ることが必要。ライセンシー各社の公社商標使用は、商品の紡績部門から最終製品のブランド（企業）の各段階の企業が全てライセンシー契約を持つことが必要で、その上既定の基準を満たした製品のみ認められる。
英国羊毛公社は、英国内で刈られた羊毛の集荷手配を行い、英国内の選別場へ運び、オークションにかけるための等級別にわける。すべてのロットは国際基準に合わせ、ウールの状態や色などの特徴が試験される。その後、英国羊毛公社本部にてオークションにかけられ、世界中に輸出される。羊飼いの杖をあしらったシンボルマークは高品質のイメージを維持するため、公社の基準を満たす厳選された製造会社の英国羊毛製品のみ交付される。

## 「ウールマーク」 と 「ザ・ウールマーク・カンパニー」
ウール製品が、高い品質基準をクリアしたことを示す品質保証マークとして、「ウールマーク」がある。当初は1964年9月に20ヶ国で始まったが、現在は140ヶ国で使用され、幅広く知られている。日本、イタリア等の国々では90％以上の認知度があり、繊維に関連したシンボルマークとしては、世界で最も知られているものである。
このウールマークによる品質認証の管理、またウール素材に関する啓蒙活動、各企業のウール製品の販売促進支援を世界中で実施している組織が「ザ・ウールマーク・カンパニー」である。
ザ・ウールマーク・カンパニーの前身である国際羊毛事務局（IWS, International Wool Secretariat）は、1937年・オーストラリアの発案で羊毛生産国の出資により、イギリス帝国のロンドンで設立された。IWSはニュージーランド、南アフリカ共和国、ウルグアイなど南半球の羊毛生産国を加える。
しかし第二次世界大戦後、合成繊維の急速な普及により、ウールは凋落傾向だった。そこで、ウールの消費拡大を目的に1964年から｢ウールマーク｣による純毛製品の品質認証を開始。各国羊毛生産者および政府の拠出資金をもとに、非営利団体として世界の主要企業と共同でウールの国際的販売促進活動を行ってきた。
だが環境の変化により、1997年2月に本部をイギリスからオーストラリアのメルボルンに移転してオーストラリアン・ウール・サービセスの子会社となり、1998年7月、IWSからザ・ウールマーク・カンパニーに名称を変更、その後2001年に民営化された。
2007年10月、オーストラリアン・ウール・イノベーション（AWI）がザ・ウールマーク・カンパニーの主要資産を買い取り経営統合を実施し、シドニーに本社を移転。その後、ザ・ウールマーク・カンパニーはAWIの子会社として現在に至る。なおAWIは非営利団体であり、子会社であるザ・ウールマーク・カンパニーも（登記上は民間企業であるものの）同様に非営利で上記の活動を実施している。
こうした経緯から、ウールマークは国によって法人登記が異なる。日本支社はイギリス西ヨークシャーに本社を置く法人IWS Nominee Company Limited（ウールマークの商標登録権者）の日本支社として登録されている。なお日本支社は、東京都港区南青山にある。
ウールマークのデザインはイタリアの著名的グラフィックデザイナーフランチェスコ・サロリアによるもので、毛糸球のフォルムをイメージしたものである。日本における承認（ウールマークライセンス）第一号は日本毛織（ニッケ）である。日本にも数々の品質保証マーク（JISマーク、JASマーク、SGマーク、STマーク等）があるが、ウールマークは「コットンUSAマーク」（国際綿花表議会）とともに世界共通のマークである。
ウールマークのラベルおよび下げ札は、AWIが定める厳しい品質基準をクリアした製品にのみ付けることが許される。マークをつけるための品質基準は以下のようなものである。
- 羊の新毛を使った製品であること（再生ウールには使用が許されない、新毛の混用率については以下を参照）。
- 各種強度や染色堅牢度等、ウールマークが定めた基準をクリアしていること。
- ウールマークライセンスをもつメーカーの製品であること（ライセンス取得のための審査（縫製の審査など）をクリアしないと、ライセンスは受けられない）。

ウールマークには新毛の混用率の違いによるバリエーションがほかに二つ存在する。またこれらの下には特定の機能や品質についての認証を示すいくつかのサブブランドが存在する。
- ウールマーク（新毛100％）
- ウールマークブレンド（新毛50 - 99.9％）
- ウールブレンド（新毛30 - 49.9％）
- ピュアメリノウール（サブブランド、高品質な羊毛として知られるメリノ種の羊から採れる「メリノウール」を100％使用した製品）
- メリノ エクストラファイン（サブブランド、メリノウール100％かつ繊維の細さが19.5マイクロン以下の高品質ウールを使用した製品）
- メリノ ウルトラファイン（サブブランド、メリノウール100％かつ繊維の細さが17.5マイクロン以下の超高品質ウールを使用した製品）
- クールウール（サブブランド、涼感と吸放湿性に優れた春夏向けウール素材を使用した製品）
- メリノパフォーム（サブブランド、汗を吸い取り放散させる機能に優れた素材・製品に使用される）

かつて、「ウールきものマーク」も存在したこともあった（鶴の形をしたマークである）。
繊維以外にもウールマーク認定商品があり、ウール・おしゃれ着・ドライマークの中性洗剤、液体酸素系漂白剤、衣類用柔軟剤、衣類用防虫剤にも表示されている。中でも白元（現・白元アース）の「パラゾール」、「ミセスロイド」は防虫剤として世界初の認定を受ける快挙を成し遂げている。しかし、近年は洗剤、漂白剤、柔軟剤からは表示がなくなっている。
かつては各家電メーカーが洗濯機（弱水流機能付）や電気カーペットのカバー等で認定商品を生産していたが、現在では日本国内でこれらの製品を見ることはまれである。またマーク下段の英字ロゴは、従来は国によって違いがあった。日本の場合は「ALL NEW WOOL」「NEW WOOL 100%」であり、諸外国は「PURE NEW WOOL」であったが、1998年のザ・ウールマーク・カンパニーへの名称変更の際に、「WOOLMARK」へと世界的に統一された。
国際羊毛事務局時代に（年代不明）ボニー・ジャックスが歌った「ウール ソング」（通称「ウールマークの歌」、作詞：中野良介、作曲：小川よしあき）がソノシートで出ていた。
日本のベストドレッサー賞において、ザ・ウールマーク・カンパニーは2012年から協業を開始している。2012-14年は「クールにウールを着こなす人」として「クールウール賞」、2015年からは「ウールファッションの似合う人」として「ウールマーク賞」を贈呈している。受賞者は以下の通り。
- 2012年：市川猿之助、2013年：綾野剛、2014年：鈴木亮平（以上、クールウール賞）
- 2015年：吉田羊（ウールマーク賞）

### CM出演
- 中村正（ナレーション）
- ジョジ後藤
- 大和田獏
- 爆風スランプ（「まっくろけ」、「THE TSURAI」がCMイメージソングであった）

### 歴代CMコピー
- 洗っても縮まない
- 防縮ニットは、このラベルを目印に
- ウールは、愛着にこたえてくれます
- ついてるかな、ウールマーク
- おっ、ついてるな、ウールマーク
- 生きている、それがウールなんだ
- ウールて、新しいと思う
- 触ってごらん、ウールだよ
- とっても、ウールな人でした
- 素敵だね、このウール
- ウールは、ゆっくり夢をみる
- はい!品質ですよ。ウールマーク
- 信頼できるね、ウールマーク
- 好きです。このウール

日本の国際羊毛事務局時代の企業スローガンは「ウールで世界に貢献する」だった。
※現在はテレビCMは放送されていない。

## その他のウール品質表示

### ファーンマーク
ウールズ・オブ・ニュージーランドのシンボルマークであり、美しい自然環境の象徴でもある、植物の「シダ」を形どったニュージーランド羊毛の品質保証マークである。

### レーヌマーク
フランス羊毛協会のマークで、フランス産羊毛製品の品質保証マークである。
いずれのマークもAWI（ウールマーク）とはまったくの無関係である。